# Струмилін Станіслав Густавович
Струмилін Станіслав Густавович (справжнє прізвище — Струмилло-Петрашкевич; 29(17).01.1877—25.01.1974) — учений у галузі економіки, статистики, управління народним господарством, демографічного прогнозування, економічної історії. Під його кер-вом була розроблена перша у світі система матеріальних балансів. Дійсний член АН СРСР (1931). Герой Соціалістичної Праці (1967).

## Біографія
Народився в с. Дашківці (нині село Літинського району Вінницької обл.). Сім'я походила з давнього шляхетського роду. 1896 став студентом Петербурзького електротехнічного інституту, звідки його тричі відраховували за революційну діяльність. Активно працював у «Союзі боротьби за визволення робітничого класу». У січні 1901 був заарештований охранкою і після 13-місячного тюремного ув'язнення висланий у Вологду (нині місто в РФ) на 3 роки. Після втечі опинився в Парижі (Франція), де працював у друкарні. 1903 повернувся в Росію для нелегальної роботи, але знову був заарештований і після річного тюремного ув'язнення засланий на 10 років. Навесні 1905 вдруге втік із заслання. 1906 і 1907 був делегатом IV і V з'їздів Російської соціал-демократичної робітничої партії (у Стокгольмі (Швеція) і Лондоні (Велика Британія)). 1914 С. вдалося закінчити економічне відділення Петербурзького політехнічного інституту. За працю «Договір позички в давньоруському праві» йому присвоїли науковий ступінь.
Після Лютневої революції 1917 С. — член Петроградської ради робітничих депутатів. Працював завідувачем відділу статистики Петроградського обласного комісаріату праці. Був організатором і очолив відділ статистики у Вищій раді народного господарства. 1921—37 і 1943—51 працював у Держплані РСФРР/СРСР. Роботу в Держплані поєднував з науковою і педагогічною діяльністю, беручи участь у роботі кафедр Московського університету (1921—23), Інституту народного господарства (1929—30), Планового інституту ім. Г.Кржижановського (1931—50). 1931 обраний дійсним членом АН СРСР. У роки Великої Вітчизняної війни Радянського Союзу 1941—45 був одним з організаторів Комісії АН СРСР по мобілізації ресурсів Уралу, Західного Сибіру і Казахстану для потреб оборони. Протягом 1942—46 працював заступником голови Ради філіалів і баз АН СРСР.

## Після війни
Після війни продовжував працювати в АН СРСР, керуючи сектором народного господарства в Інституті економіки АН СРСР. У наступні роки, займаючи низку державних посад, працював одночасно в Московському економічному інституті та в Інституті економіки АН СРСР. 1948—74 перебував на науково-педагогічній роботі в Академії суспільних наук при ЦК КПРС. 1957 у віці 80-ти років вийшов на пенсію, однак продовжував вести наукову діяльність. 1958 за монографію «Історія чорної металургії в СРСР» одержав Ленінську премію.
С. був основоположником досліджень з економіки праці в СРСР. Йому належать ґрунтовні демографічні дослідження. Він надавав історичну перспективу кожній економічній проблемі, яку розглядав.
Перу С. належать понад 700 праць. Найбільші з них — «Богатство и труд» (1905), «Проблемы экономики труда» (1925), «Рабочий быт в цифрах» (1926), «Очерки советской экономики» (1928), «Промышленный переворот в России» (1944), «История черной металлургии в СССР» (1954), «Очерки экономической истории России» (1960), «Избранные произведения» (т. 1—8, 1963—68), «Проблемы экономики труда» (1982).
Як людина був простим і добрим у спілкуванні з усіма. Виховав 16 чужих дітей, які стали йому рідними.
Лауреат Держ. премії СРСР (1942) і Ленінської премії (1958).
Помер на 97-му році життя. Похований у Москві, де 1983 йому було споруджено пам'ятник.